# Външнотърговска политика
Външнотърговската политика е съставна част от външноикономическата политика на държава или на икономически съюз на държави.
Включва мерки и мероприятия за регулиране на външнотърговските отношения на страната или на съюза (главно в митническата, валутната, данъчната, кредитната, транспортната политика), както и пряка намеса в тях.
Държавата установява правила във външната търговия, на които се подчиняват резидентите (износители и вносители) в страната и свързаните с тях нерезиденти (партньори и контрагенти) в чужбина.

## Средства
Държавната политика във външната търговия се провежда посредством:
- регулиране – чрез правни, икономически и административни мерки като:
  - нормативни актове – двустранни и международни търговски договори, митнически тарифи, закони и др.,
  - икономически средства – мита, данъци, субсидии, кредити, гаранции, факторинг и др.
  - административни мерки – нетарифни мерки, лицензии (разрешения) за сделки и др.;
- пряка намеса – търговски представителства и съдействие в чужбина, пряка търговия и др.

## Видове
По своите цели се открояват исторически 2 противоположни вида външнотърговска политика:
- политика на протекционизъм – в защита на местната икономика (като поощрява износа, ограничава вноса), и
- политика на свободна търговия – без никакви мерки за поощрение и ограничение.

В относително „чист вид“ могат да се наблюдават в докапиталистически епохи. В съвременни условия държавите водят външнотърговска политика, представляваща съчетание от тези противоположности, оптимизируемо в зависимост от нуждите.
Според областите на приложение външнотърговска политика може бъде: импортна (вносна) и експортна (износна).